# Jensine Costello
Jensine Costello (nascida em 7 de maio de 1886) foi uma pintora norueguesa de retratos e personagens de figuras que passou a sua carreira na Grã-Bretanha.

## Biografia
Costello nasceu e cresceu na Noruega e, após uma passagem pelos Estados Unidos, mudou-se para a Inglaterra, onde estudou na Heatherley's School of Art em Londres. Pintou retratos e temas de figuras, geralmente a óleo, e exibiu amplamente. De 1936 a 1938 Costello expôs trabalhos em Paris no Salão de Paris. Ela também expôs no Instituto Real de Pintores de Óleo, na Sociedade de Mulheres Artistas e na Sociedade Nacional de Pintores, Escultores e Gravadores. Durante algum tempo, Costello morou em Ilford, em Essex, e depois em Exmouth, em Devon.